# Аріндж
Аріндж (вірм. Առինջ) — село в марзі Котайк, у центрі Вірменії.